# Trimma naudei
Trimma naudei és una espècie de peix de la família dels gòbids i de l'ordre dels perciformes.

## Morfologia
- Els mascles poden assolir 3,5 cm de longitud total.[3][4]

## Alimentació
Menja copèpodes, ostracodes i radiolaris.

## Hàbitat
És un peix marí de clima tropical i associat als esculls de corall fins als 3-30 m de fondària.

## Distribució geogràfica
Es troba a les Seychelles, Aldabra, Chagos, les Illes Ryukyu, les Illes Loyauté, les Illes Mariannes i les Illes Marshall.